# Lomtjärnen (Dorotea socken, Lappland)
Lomtjärnen är en sjö i Dorotea kommun i Lappland och ingår i Ångermanälvens huvudavrinningsområde. Sjön har en area på 0,24 kvadratkilometer och ligger 488,2 meter över havet.

## Delavrinningsområde
Lomtjärnen ingår i det delavrinningsområde (718276-147389) som SMHI kallar för Mynnar i Stor-Dabbsjön. Medelhöjden är 548 meter över havet och ytan är 8,02 kvadratkilometer. Räknas de 3 avrinningsområdena uppströms in blir den ackumulerade arean 10,89 kvadratkilometer. Vattendraget som avvattnar avrinningsområdet har biflödesordning 3, vilket innebär att vattnet flödar genom totalt 3 vattendrag innan det når havet efter 280 kilometer. Avrinningsområdet består mestadels av skog (92 procent). Avrinningsområdet har 0,29 kvadratkilometer vattenytor vilket ger det en sjöprocent på 3,7 procent.